# Les Films de l'autre
Les Films de l'autre est un centre d'artistes fondé à Montréal en 1988 par Benoît Pilon, Manon Briand et Jeanne Crépeau. Cet organisme culturel à but non lucratif s'est donné comme mandat de soutenir la production de films indépendants et de créer un espace de partage des connaissances et des savoir-faire sur le cinéma. Dans un esprit collaboratif, le centre favorise ainsi l'autonomie de ses cinéastes en centralisant les outils indispensables à la production d'un film,,.

## Historique

### Fondation et mission
Les Films de l'autre est créé en 1988 par Benoît Pilon, Manon Briand et Jeanne Crépeau, des diplômés en réalisation de l'Université Concordia. Au moment de sa fondation, le collectif a principalement pour mission d'apporter du soutien logistique et matériel à ses membres en plus de leur offrir des ateliers de formation : ils proposent alors « une aide à la production, des services de location de matériel cinéma et vidéo, location de banc de montage image et son, mais aussi des ateliers de direction d'acteurs, de mise en scène, de scénarisation, des formations en montage ».
Au fil du temps, le collectif recentre sa mission sur la production des films et l'accompagnement des cinéastes, notamment sur les aspects administratifs de la production (tels que le budget de production, la structure de financement, les crédits d'impôts, le suivi des projets auprès des institutions de financement, la reddition de comptes). En 1996, le centre crée Les Productions des Films de l'autre, une entité à but lucratif qui permet d'obtenir des crédits d'impôts.
Les cinéastes, qui sont aussi producteurs de leurs projets, acceptent les valeurs d'entraide et de solidarité entre les équipes de tournage, chacun travaillant sur les films des autres,. En 2021, l'organisme regroupe près de cinquante membres.

### Activités
Le conseil d'administration, formé de cinéastes membres, sélectionne annuellement environ cinq réalisateurs à qui seront offerts des services d'accompagnement. L'évaluation est basée sur la qualité du projet présenté, le parcours de l'artiste et sa volonté de s'auto-produire. Les Films de l'autre « prend en charge les contingences administratives souvent laborieuses d'une compagnie de production (rapports d'impôts, rapports financiers) tout en laissant au réalisateur sa liberté de
création ». L'organisme accepte d'accompagner des projets quel que soit le genre ou le format : fiction, documentaire, animation, essai ou expérimental, en long, court ou moyen métrage. Depuis sa fondation, l'organisme a soutenu environ 90 titres[réf. nécessaire].
Les Films de l'autre se joint à d'autres initiatives, telle la résidence en cinéma Regard sur Montréal menée par le Conseil des arts de Montréal. Cette initiative, à laquelle contribuent, en argent ou en services, l'Office national du film et la SODEC, pour une valeur totale de 65 000 dollars, soutient les cinéastes issus de la diversité,.
Par ailleurs, outre l'accompagnement, l'organisme propose des formations concernant la production du film, son financement et les outils de gestion[réf. nécessaire]. Depuis 2015, il publie un guide de production présentant concrètement les étapes de création d'un film, de sa production à sa diffusion. Une vidéothèque permet également de consulter les œuvres produites par les membres[réf. nécessaire].

## Structure institutionnelle

### Financement
Les Films de l'autre est admissible auprès des institutions de financement du cinéma (notamment la SODEC et Téléfilm Canada), ce qui permet aux films chapeautés par l'organisme d'obtenir des investissements et des crédits d'impôts.
En 1997, le centre est financé par le Conseil des arts du Canada, le Conseil des arts et des lettres du Québec et par un certain pourcentage provenant des subventions des films coproduits. Les Films de l'autre reçoit également du financement du Conseil des arts de Montréal avec 7 500 $ en 2007 et de la Société de développement des entreprises culturelles (SODEC) dans le cadre d'un programme d'aide à la création émergente.

### Équipe
- Agnese Cazzavillan : directrice administrative
- Cédric Bourdeau : producteur conseil
- Marion Lévesque-Albert : adjointe à la production

## Cinéastes membres
- Émilie Baillargeon
- Magenta Baribeau
- Céline Baril
- Jean Beaudry
- Sophie Bédard-Marcotte
- Mariane Béliveau
- Jani Bellefleur-Kaltush
- Yousra Benziane
- Daniel Brière
- Hugo Brochu[3]
- Claire Brognez
- Jean-François Caissy
- Hubert Caron-Guay
- Marie-Geneviève Chabot
- Constance Chaput-Raby
- Claude Demers
- Hervé Demers
- Kester Dyer
- Halima Elkhatabi
- Majdi El-Omari
- Alliah Fafin
- Éric Falardeau
- Pascale Ferland
- Carlos Ferrand
- Jeannine Gagné[10]
- Simon Galiero
- Jean-François Gédéon
- Joudy Hilal
- Julie Hivon
- François Jacob
- Jean Jean
- Widia Larivière
- Martin Laroche
- Khoa Lê
- Ky Nam Le Duc
- Chloé Leriche
- Jean-François Lesage
- Philippe Lesage
- Claudie Lévesque
- Emanuel Licha
- Andrés Livov
- Catherine Martin
- Serge Noël
- Sylvie Paradis
- Steve Patry
- Julie Perron
- Benoît Pilon[3]
- Simon Plouffe
- Rozenn Potin
- Nathalie Saint-Pierre
- Pascal Sanchez
- Lisa Sfriso
- Marie Valade

## Filmographie sélective

### Années 1980
- 1989 : Barcelone (moyen métrage) de Céline Baril, distribué par Cinéma Libre[11]

### Années 1990
- 1991 : Les sauf-conduits  (moyen métrage) de Manon Briand, distribué par Cinéma Libre
- 1991: Nulle part, la mer (moyen métrage) de Michka Saäl, distribué par Films du crépuscule[12]
- 1992 : La fourmi et le Volcan (moyen métrage) de Céline Baril, distribué par Cinéma Libre
- 1994 : Regards volés (moyen métrage) de Benoît Pilon, distribué par Cinéma Libre
- 1995 : Aube urbaine (court métrage) de Jeannine Gagné
- 1995 : Les Fins de Semaine (moyen métrage) de Catherine Martin
- 1996 : Anna à la lettre C (moyen métrage) de Hugo Brochu, distribué par Cinéma Libre[13]
- 1996 : Petites chroniques cannibales (moyen métrage) de Pierre Jutras
- 1997 : L'absent de Céline Baril, distribué par Cinéma Libre[14]
- 1997 : Rosaire et la petite-nation de Benoît Pilon[15]
- 1998 : Je te salue (court métrage) de Hugo Brochu
- 1998 : L'insoumise (moyen métrage) de Jeannine Gagné[16]
- 1998 : La position de l'escargot de Michka Saäl, distribué par Remstar[17]

### Années 2000
- 2000 : Du pic au coeur de Céline Baril
- 2000 : L'invention de l'amour de Claude Demers
- 2000 : Un arbre avec un chapeau de Pascal Sanchez
- 2001 : Crème glacée, chocolat et autres consolations de Julie Hivon
- 2001 : Éloge du retour de Lysanne Thibodeau
- 2001 : L'essieu de Jean Châteauvert
- 2001 : Flores de Carlos Ferrand
- 2001 : Quand tu t'occupes à ne rien faire de Hugo Brochu
- 2001 : Imaginer le rien de Jennifer Alleyn
- 2001 : Ma chute du mur de Lysanne Thibodeau
- 2001 : Comment j'ai viré sus l'top de Nathalie Saint-Pierre
- 2001 : Vous avez peur ? de Jean Châteauvert
- 2001 : Les malheurs d'Héloïse de Céline Baril
- 2001 : Enzyme mélancolie de Serge Noël
- 2002 : L'Île de Pascal Sanchez et Danic Champoux
- 2009 : Terre des hommes de Ky Nam Le Duc
- 2009 : La Belle visite de Jean-François Caissy
- 2009 : La Théorie du tout de Céline Baril

### Années 2010
- 2010 : Tromper le silence de Julie Hivon
- 2011 : Crépuscule d'Éric Falardeau
- 2011 : Ma famille en 17 bobines de Claudie Lévesque
- 2012 : La mise à l'aveugle de Simon Galiero
- 2013 : À contre-courant de Lisa Sfriso
- 2013 : Le Semeur de Julie Perron
- 2014 : De prisons en prisons de Steve Patry
- 2015 : Les Démons de Philippe Lesage
- 2015 : Les Vaillants de Pascal Sanchez
- 2016 : Avant les rues de Chloé Leriche
- 2017 : 13, un ludodrame sur Walter Benjamin de Carlos Ferrand
- 2017 : Certains de mes amis de Catherine Martin
- 2017 : Destierros de Hubert Caron-Guay
- 2017 : Claire l'hiver de Sophie Bédard-Marcotte
- 2018 : Ceux qui viendront, l'entendront de Simon Plouffe
- 2018 : La chambre des filles de Claire Brognez
- 2018 : Des armes et nous de Lysanne Thibodeau
- 2019 : Jongué, carnet nomade de Carlos Ferrand (consacré au photographe Serge Emmanuel Jongué)
- 2019 : Nitrate de Yousra Benziane
- 2019 : Une femme, ma mère de Claude Demers
- 2019 : La langue est donc une histoire d'amour[18], de Andres Livov

### Années 2020
- 2020 : Allô Téta, Allô Jedo de Joudy Hilal
- 2020 : Amani de Alliah Fafin
- 2020 : Prière pour une mitaine perdue de Jean-François Lesage
- 2020 : Tant que j'ai du respir dans le corps de Steve Patry

## Distinctions

### Récompenses
- Rhode Island International Film Festival (RIIFF) 2000 : premier prix dans la catégorie « Best foreign film » pour Du pic au cœur de Céline Baril[19]
- Festival international du film de San Francisco 2015 : prix Golden Gate Awards New Directors dans la catégorie « Narrative feature » pour Les Démons de Philippe Lesage[20]
- Prix Luc-Perreault-AQCC 2015 : meilleur long métrage québécois pour Les Démons de Philipe Lesage[21]
- Prix Luc-Perreault-AQCC 2016 : meilleur long métrage québécois pour Avant les rues de Chloé Leriche[21]
- FICFA 2018 : prix La vague du meilleur moyen ou long métrage documentaire pour Premières armes de Jean-François Caissy[22]
- FICFA 2019 : prix La vague du meilleur moyen ou long métrage documentaire pour La langue est donc une histoire d'amour de Andres Livov[23]
- Festival Regard 2020: prix de la critique internationale FIPRESCI pour Nitrate de Yousra Benziane[24]

### Nominations et sélections
- Rendez-vous Québec Cinéma 2008 : film de clôture sélectionné pour Adagio pour un gars de bicyle de Pascale Ferland[25]
- Festival international du film de Saint-Sébastien 2015 : sélection officielle pour Les Démons de Philippe Lesage[26]
- Gala Québec Cinéma (anciennement Soirées des Prix Jutra) : nomination dans la catégorie « Meilleur long métrage documentaire » pour De prisons en prison de Steve Patry[27]
- Marché du film de Cannes 2015 : sélection pour Nina de Halima Elkhatabi[28]
- Berlinale 2016 : sélection dans la section « Génération » pour Avant les rues de Chloé Leriche[29]
- Festival du nouveau cinéma 2017 : sélection « Focus Québec/Canada » pour Oscillations de Ky Nam Le Duc[30]
- Rencontres internationales du documentaire de Montréal 2017 : sélection pour Certains de mes amis de Catherine Martin[31]
- Festival du nouveau cinéma 2019 : sélection « Compétition nationale » pour CANADA de Ky Nam Le Duc[32]